# Charaxes imitatrix
Charaxes imitatrix är en fjärilsart som beskrevs av Friedrich Wilhelm Niepelt 1924. Charaxes imitatrix ingår i släktet Charaxes och familjen praktfjärilar. Inga underarter finns listade i Catalogue of Life.